# Doree River
Der Doree River ist ein Fluss auf der Karibikinsel St. Lucia.

## Geographie
Der Fluss entspringt im Hochland des Quarters Choiseul nahe der Ost-Grenze zum Quarter Laborie und verläuft immer in der Nahe dieser Grenze in südlicher Richtung. Er passiert La Fargue und mündet, kurz nachdem ihn der Laborie-Vieux Fort-Highway überquert, ins Karibische Meer.
Am Oberlauf bildet der Fluss die Wasserfälle Devil’s Falls, The Holy Grail Falls, De Briel Waterfall (Mondesir), Bat Cave Falls (La Fargue) und Boulder Falls.
Die benachbarten Flüsse sind der kurze Balembouche River und im Westen der Choiseul River.